# Shintōhō
La Shintōhō Co. Ltd. (新東宝株式会社, Shintōhō kabushiki kaisha, ou New Tōhō Company) est une société de production de cinéma japonaise. C'était un des « Six grands » studios de cinéma (avec la Daiei, la Nikkatsu, la Shōchiku, la Tōei, et la Tōhō) durant l'âge d'or du cinéma japonais. Elle est fondée par des transfuges de la Tōhō originale. Surtout connue pour ses films d'exploitation, la société se déclare en faillite en 1961, après sa dernière production, Jigoku.

## Principales productions et distributions
- 1948 : Une image vivante (生きている画像, Ikiteiru gazō?) de Yasuki Chiba
- 1949 : Monsieur Shosuke Ohara (小原庄助さん, Ohara Shōsuke-san?) de Hiroshi Shimizu
- 1949 : Chien enragé (野良犬, Nora-inu?) d'Akira Kurosawa
- 1949 : Tokyo Folies (銀座カンカン娘, Ginza Kankan Girl?) de Kōji Shima
- 1949 : L'Odyssée de Tobisuke Enoken (エノケンのとび助冒険旅行, Enoken no Tobisuke bōken ryokō?) de Nobuo Nakagawa
- 1949 : Portraits d’humanité (人間模様, Ningen moyo?) de Kon Ichikawa
- 1949 : Bagatelle au printemps (春の戯れ, Haru no tawamure?) de Kajirō Yamamoto
- 1950 : Akogare no Hawaii Kōro (憧れのハワイ航路?) de Torajiro Saito
- 1950 : Le Destin de madame Yuki (雪夫人絵図, Yuki fujin ezu?) de Kenji Mizoguchi
- 1950 : Les Sœurs Munakata (宗方姉妹, Munekata kyōdai?) de Yasujirō Ozu
- 1950 : Quatre sœurs (Bruine de neige) (細雪, Sasameyuki?) de Yutaka Abe
- 1950 : L'Amour d'une mère (母情, Bojō?) de Hiroshi Shimizu
- 1951 : Le Fard de Ginza (銀座化粧, Ginza Keshō?) de Mikio Naruse
- 1951 : Coule la rivière Solo (ブンガワンソロ, Bungawan Solo?) de Kon Ichikawa
- 1951 : Nuages épars (わかれ雲, Wakare-gumo?) de Heinosuke Gosho
- 1951 : Hirate Miki (平手酒造, Hirate Miki?) de Kyōtarō Namiki
- 1951 : Les Amoureux (恋人, Koibito?) de Kon Ichikawa
- 1952 : La Vie d'O'Haru femme galante (西鶴一代女, Saikaku ichidai onna?) de Kenji Mizoguchi
- 1952 : La Mère (おかあさん, Okaasan?) de Mikio Naruse
- 1952 : Assassin présumé (殺人容疑者, Satsujin Yōgisha?) de Hideo Suzuki
- 1952 : Les Fossettes de Tokyo (東京のえくぼ, Tokyo no ekubo?) de Shūei Matsubayashi
- 1953 : Là d'où l'on voit les cheminées (煙突の見える場所, Entotsu no mieru basho?) réalisé par Heinosuke Gosho
- 1953 : Lettre d'amour (恋文, Koibumi?) de Kinuyo Tanaka
- 1953 : Le Cuirassé Yamato (戦艦大和, Senkan Yamato?) de Yutaka Abe
- 1953 : Dans le bas-quartier de Yokocho (もぐら横丁, Mogura Yokochō?) de Hiroshi Shimizu
- 1954 : Une auberge à Osaka (大阪の宿, Osaka no yado?) de Heinosuke Gosho
- 1954 : Le sous-marin qui ne remonta jamais (潜水艦ろ号未だ浮上せず, Sensuikan rogō imada fujōsezu?) de Hiromasa Nomura
- 1954 : Voyage à Hawaï (ハワイ珍道中, Hawai chindochu?) de Torajirō Saitō
- 1954 : Calendrier de femmes (女の暦, Onna no koyomi?) de Seiji Hisamatsu
- 1955 : Croissance (たけくらべ, Takekurabe?) de Heinosuke Gosho
- 1955 : Histoire de Jiro (次郎物語, Jiro monogatari?) de Hiroshi Shimizu
- 1955 : L'École Shiinomi (しいのみ学園, Shiinomi gakuden?) de Hiroshi Shimizu
- 1955 : L'Homme-torpille (人間魚雷回天, Ningen gyōrai kaiten?) de Shūei Matsubayashi
- 1955 : La Tête du serviteur (下郎の首, Gero no kubi?) de Daisuke Itō
- 1955 : Une femme de Meiji (明治一代女, Meiji ichidai onna?) de Daisuke Itō
- 1955 : Le Bar du crépuscule (たそがれ酒場, Tasogare sakaba?) de Tomu Uchida
- 1955 : Le Nain (一寸法師, Issun bōshi?) de Seiichirō Uchikawa
- 1955 : Nobuko dans les nuages (ノンちゃん雲に乗る, Non-chan kumo ni noru?) de Fumindo Kurata
- 1956 : Onna Keirin-ō (女競輪王?) de Kiyoshi Komori
- 1956 : La Vengeance de la reine Perle (女真珠王の復讐, Onna shinju ō no fukushū?) de Toshio Shimura
- 1956 : L'Amiral Yamamoto (軍神山本元帥と連合艦隊?) de Toshio Shimura
- 1957 : L'Empereur Meiji et la guerre russo-japonaise (明治天皇と日露大戦争, Meiji tennō to nichiro daisensō?) de Kunio Watanabe
- 1957 : Le Gendarme et la beauté cadavérique (憲兵とバラバラ死美人, Kenpei to barabara shibijin?) de Kyōtarō Namiki
- 1957 : Frissons chez les pêcheuses de perles (海女の戦慄, Ama no senritsu?) de Toshio Shimura
- 1958 : Le Manoir du chat fantôme (亡霊怪猫屋敷, Bōrei kaibyō yashiki?) de Nobuo Nakagawa
- 1958 : Le Gendarme et le Fantôme (憲兵と幽霊, Kenpei to yurei?) de Nobuo Nakagawa
- 1958 : Le Quai de la chair (女体棧橋, Jotai senbashi?) de Teruo Ishii
- 1958 : White Line (白線秘密地帯, Shirosen Himitsu Chitai?) de Teruo Ishii
- 1959 : Contes fantastiques de Yotsuya (東海道四谷怪談, Tokaido Yotsuya kaidan?) de Nobuo Nakagawa
- 1959 : Le Détective de l'ombre (影法師捕物帖, Kagebōshi torimonochō?) de Nobuo Nakagawa
- 1959 : La Maison hantée de la femme plongeuse (海女の化物屋敷, Ama no bakemono yashiki?) de Morihei Magatani
- 1960 : Yellow Line (黄線地帯, Osen chitai?) de Teruo Ishii
- 1960 : Black Line (黒線地帯, Kurosen chitai?) de Teruo Ishii
- 1960 : La Famille impériale, la guerre et la nation (皇室と戦争とわが民族, Kōshitsu to sensō to minzoku?) de Kiyoshi Komori
- 1960 : La Guerre du Pacifique et le mystère du cuirassé Mutsu (太平洋戦争 謎の戦艦陸奥, Taiheiyō Sensō: Nazo no senkan Mutsu?) de Kiyoshi Komori
- 1960 : L'Évasion d'une condamnée à mort (女死刑囚の脱獄, Onna shikeishū no datsugoku?) de Nobuo Nakagawa
- 1960 : Les Noces vampiriques (花嫁吸血魔, Hanayome kyūketsuma?) de Kyōtarō Namiki
- 1960 : L'Île qui aspire les femmes (女体渦巻島, Nyotai uzumaki shima?) de Teruo Ishii
- 1960 : L'Enfer (地獄, Jigoku?) de Nobuo Nakagawa
- 1961 : Un horizon étincelant (地平線がぎらぎらっ, Chiheisen ga giragira?) de Michiyoshi Doi
- 1961 : Sexy Line (セクシー地帯, Sexy chitai?) de Teruo Ishii
- 1961 : Maman ! (「粘土のお面」より　かあちゃん, Nendo no Omen Yori: Kaachan?) de Nobuo Nakagawa